# Hoechst AG

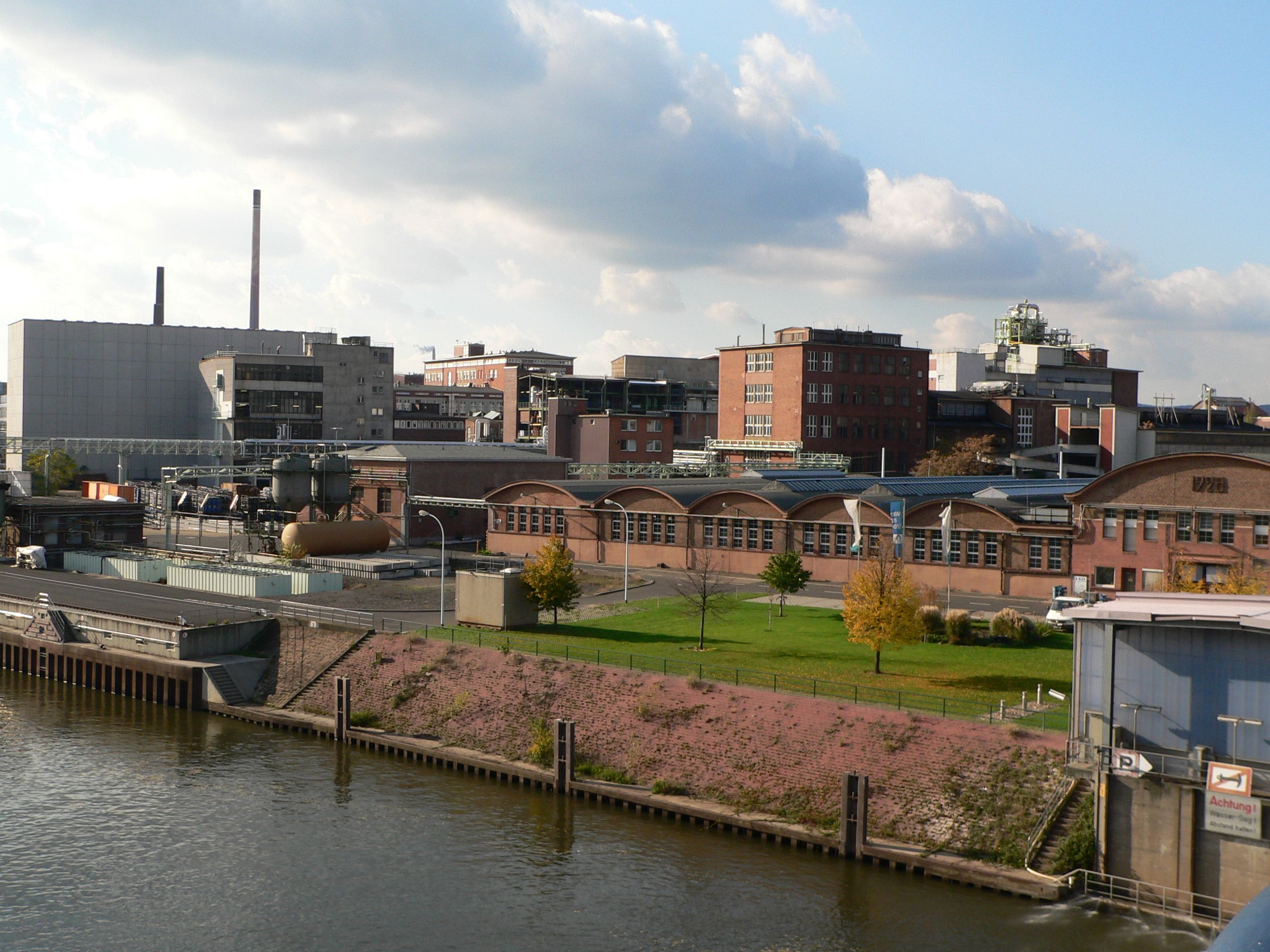
Antiga Hoechst AG i actualment Industriepark Höchst

Hoechst AG era una empresa química alemanya i actualment una companyia de biologia que ha passat a ser la companyia Aventis Deutschland després de la fusió amb Rhône-Poulenc S.A. el 1999. El 2004 es fusionà amb Sanofi-Synthélabo, i passà a ser una companyia subsidiària del grup farmacèutic resultant Sanofi-Aventis.

## Història

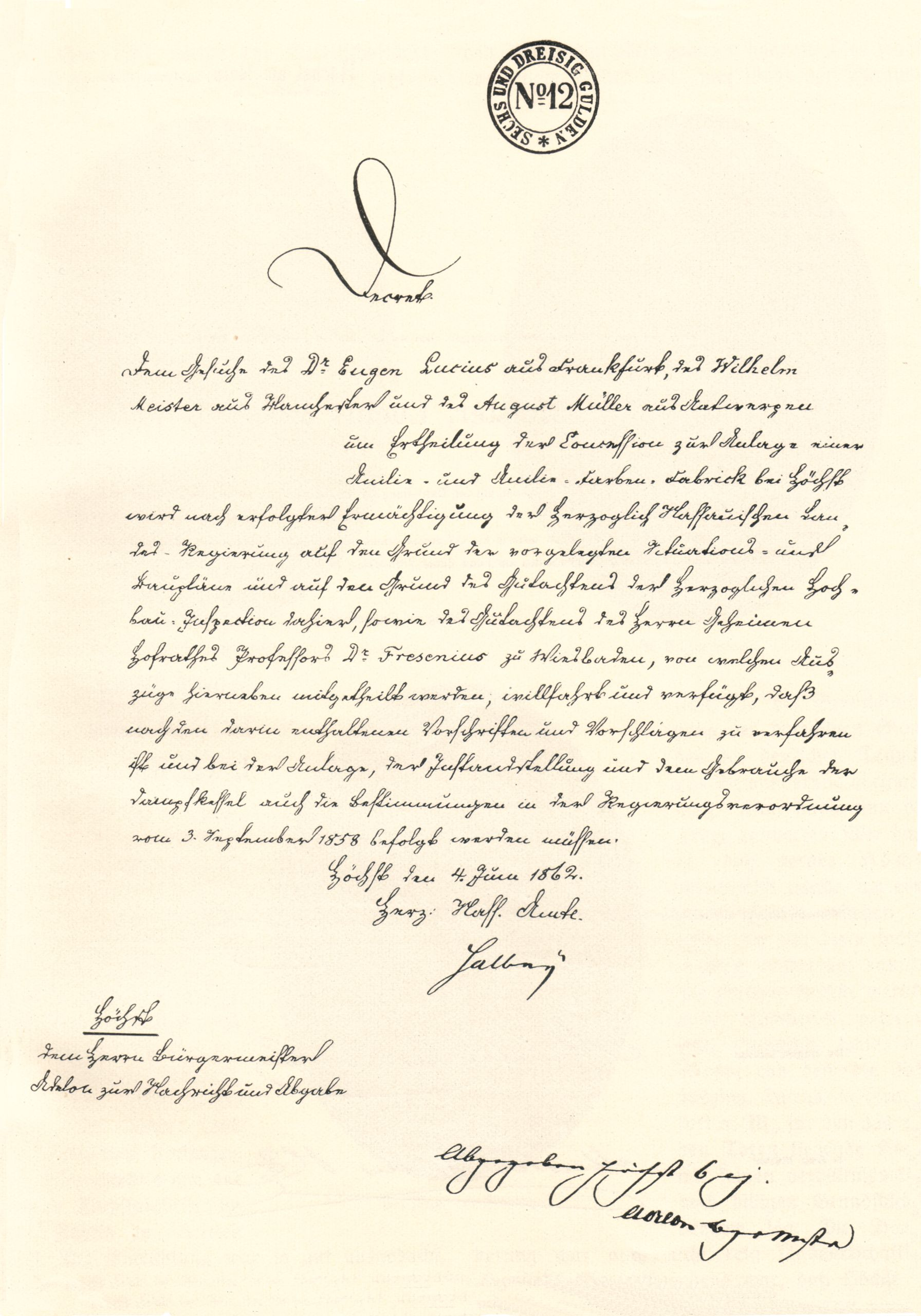
Llicència d'operació per la planta química Meister, Lucius & Co. de 1862

Aquesta companyia es va fundar l'any 1863 sota el nom de "Teerfarbenfabrik Meister, Lucius & Co." a Höchst, prop de Frankfurt del Main i anys després canvià el nom a "Teerfarbenfabrik Meister Lucius & Brüning". El 1880 passà a dir-se "Farbwerke vorm. Meister Lucius & Brüning AG". Pel mercat internacional el nom es simplificà a "Farbwerke Hoechst AG". Fins a 1925 la Hoechst AG era independent. El 1916, la Hoechst AG va ser un dels cofundadors de IG Farben, un grup de pressió de les indústries químiques alemanyes.
Durant la Segona guerra Mundial diverses instal·lacions de la Hoechst van ser bombardejades durant la «Campanya del Petroli».
- 1951 - Hoechst AG va ser refundada el 7 de desembre a Frankfurt quan IG Farben a ser dividida en les seves empreses fundadores.[1]
- 1969 - Hoechst adquirí Cassella.[1]
- 1987 - Hoechst adquirí la companyia estatunidenca Celanese i formà als Estats Units la subsidiària Hoechst Celanese.
- 1994 - El National Right to Life Committee anuncià el boicot a tots els productes farmacèutics de Hoechst incloent Altace per la píndola abortiva de la Hoechst RU-486.
- 1999 - Es va formar Aventis per la fusió de Hoechst AG amb Rhône-Poulenc S.A. La seu de la nova companyia va estar Estrasburg, França.
- 2005 - La companyia passa a ser subsidiària de Sanofi-Aventis.[2]